# Mau Rakau
Mau Rakau er maoriernes kampform. Den er delt op i Mau, våbenløs kamp og Mau Rakau, stokkekamp. Der findes en række forskellige køller af varierende udseende, som har hver sine anvendelsesteknikker.
Køllerne/stokkene hedder 
- Kotiate – kort stav
- Wahaiki – kort stav
- Mere/Patu – kort stav
- Maripi – kort stav med skarpe dyretænder
- Taiaha – lang stav
- Toki Pou Tangata – skarøkse
- Tewhatewha – lang stav
- Pou Whenua – lang stav
- Hoe – årelignende stav

Våbnene er lavet af træ, hvalben o.lign. mange smukt dekorerede.